# Acmaeoderella mimonti
Acmaeoderella mimonti es una especie de escarabajo del género Acmaeoderella, familia Buprestidae. Fue descrita científicamente por Boieldieu en 1865.

## Distribución geográfica
Habita en el Paleártico.